# بلو جی (اوهایو)
بلو جی (به انگلیسی: Blue Jay) یک منطقهٔ مسکونی در ایالات متحده آمریکا است که در شهرستان همیلتون، اوهایو واقع شده‌است. بلو جی ۱۱٫۴ کیلومتر مربع مساحت و ۹۵۹ نفر جمعیت دارد و ۲۳۸٫۳۶ متر بالاتر از سطح دریا واقع شده‌است.